# Полюле
Полюле (пол. Polule) — село в Польщі, у гміні Шиплішки Сувальського повіту Підляського воєводства.
Населення — 74 особи (2011).
У 1975-1998 роках село належало до Сувальського воєводства.

## Демографія
Демографічна структура станом на 31 березня 2011 року:
|          | Загалом | Допрацездатний вік | Працездатний вік | Постпрацездатний вік |
| -------- | ------- | ------------------ | ---------------- | -------------------- |
| Чоловіки | 33      | 7                  | 21               | 5                    |
| Жінки    | 41      | 13                 | 19               | 9                    |
| Разом    | 74      | 20                 | 40               | 14                   |